# Număr centrat octaedric
Un număr centrat octaedricsau  Numărul octaedric Haüy este un număr figurativ care dă numărul de puncte ale unei rețele tridimensionale cu pas întreg care se află în interiorul unui octaedru centrat în origine. Aceste numere sunt cazuri particulare ale numerelor Delannoy, care numără anumite căi de rețea bidimensionale. Numerele octaedrice Haüy poartă numele lui René Just Haüy.

## Istoric
Numele de „număr octaedric Haüy” provine din lucrarea lui René Just Haüy, un mineralog francez activ la sfârșitul secolului al XVIII-lea și începutul secolului al XIX-lea. „Construcția lui Haüy” aproximează un octaedru drept un policub, format prin plasarea de straturi concentrice de cuburi pe un cub central. Numerele centrate octaedrice dau numărul de cuburi utilizate de această construcție. Haüy a propus această construcție și câteva construcții asemănătoare pentru alte poliedre, ca model pentru structura mineralelor cristaline.

## Formule
Numărul de puncte dintr-o rețea tridimensională care pot fi atinse din n pași de la origine este dat de formula
{\displaystyle {\frac {(2n+1)\left(2n^{2}+2n+3\right)}{3}}}
Primele numere din acest șir pentru n = 0, 1, 2, ... sunt
1, 7, 25, 63, 129, 231, 377, 575, 833, 1159, 1561, 2047, 2625, 3303, 4089, 4991, 6017, 7175, 8473, 9919, 11521, 13287, 15225, 17343, 19649, 22151, 24857, 27775, 30913, 34279, 37881, 41727, 45825, 50183, 54809, 59711, 64897, 70375, 76153, 82239
Funcția generatoare a numerelor centrate octaedrice este 
{\displaystyle {\frac {(1+x)^{3}}{(1-x)^{4}}}.}
Numerele centrate octaedrice satisfac relația de recurență
{\displaystyle C(n)=C(n-1)+4n^{2}+2.}
Ele pot fi calculate și ca sume de numere octaedrice consecutive.

## Interpretări alternative

Cele 63 de căi Delannoy într-o rețea 3 × 3

Octaedrul din grila tridimensională al cărui număr de puncte din grilă este dat de numărul centrat octaedric este o bilă metrică pentru distanța Manhattan tridimensională, o geometrie în care distanță este măsurată prin suma distanțelor pe coordonate în loc de distanța euclidiană. Din acest motiv Luther & Mertens (2011) numesc numerele centrate octaedrice „volumul globului de cristal”.
Aceste numere pot fi privite ca numere figurative într-un mod diferit, ca numere centrate generate de o piramidă pentagonală. Adică, dacă se formează o secvență de straturi concentrice tridimensionale, în care primul strat constă dintr-un singur punct, al doilea din cele șase vârfuri ale unei piramide pentagonale și fiecare strat succesiv formează o piramidă pentagonală mai mare cu un număr triunghiular de puncte pe fiecare față triunghiulară și un număr pentagonal de puncte pe fața pentagonală, atunci numărul total de puncte din această configurație este un număr centrat octaedric.
Numerele centrate octaedrice sunt și numere Delannoy de forma D(3,n). În ceea ce privește numerele Delannoy mai general, aceste numere indică numărul de căi de la colțul de sud-vest al unei grile 3 × n până la colțul de nord-est, folosind trepte care merg cu o unitate spre est, nord sau nord-est.